# Zaoyang
Zaoyang (en chino, 枣阳; pinyin, Zǎoyáng) es un municipio bajo la administración directa de la Prefectura Xiangyang  en la Provincia de Hubei, República Popular China. Su área es de 3276 km² y su población total para 2010 superó el millón de habitantes. 

## Administración
Desde octubre de 2022, el Municipio Zaoyang se divide en 15 pueblos que se administran en 3 subdistritos y 12 poblados.

## Toponimia
Según el Atlas de los condados de Yuanhe (元和郡县图志) por Li Jifu (李吉甫) de la dinastía Tang, dice; Zaoyang fue originalmente llamada Caiyang (蔡阳) durante la dinastía Han, se cambió a Guangchang (广昌) durante la dinastía Zhou y luego se llamó Zaoyang durante la dinastía Sui. En el año 601 AD, para evitar el tabú que un lugar llevase el nombre de un gobernante, el Príncipe Heredero Yang Guang (杨广) cambió el nombre Guangchang por Zaoyang, dicho nombre fue adquirido de la aldea Zaoyang (枣阳村). La aldea era conocida por sus extensos cultivos de azufaifos que en chino es "Zao" y está en el lado "Yang" (norte) del rió Han.
Una teoría sostiene que el sinograma Zao (棗) proviene de una modificación gráfica del carácter Ji (棘 'espinoso'). Esta región estaba llena de espinas y de malas hierbas, por eso la gente la llamó "Jiyang" (棘阳). A principios de la dinastía Sui, a un magistrado no le gustaba la palabra "Ji" en el nombre Jiyang porque era desagradable y poco refinada.
Para hacer que el nombre del lugar sonara agradable y con mejor significado, modificó la estructura del sinograma Ji , el cual son dos sinogramas unidos (朿 朿) a uno solo, siendo el más cercano Zao (枣), cambiando así el nombre "Jiyang" a "Zaoyang". Un erudito conocido como "Sr. Jue Zi" Citó: "Zao" se refiere al pequeño azufaifo agrio de crecimiento bajo que crece en racimos. 
Otra teoría sostiene que en el año 600 AD,  durante la dinastía Sui, el condado Guangchang se vio afectado por inundaciones, sequías y plagas. La cosecha de cereales estaba prácticamente perdida y la gente vivía en la miseria. Sin embargo, las autoridades superiores siguieron insistiendo en el pago del impuesto imperial. Desesperado, el entonces magistrado del condado visitó Beijing para informar del desastre y solicitar la exención de impuestos para ese año. Después de escuchar sus opiniones, el emperador Wen de Sui no sólo eximió los impuestos para ese año, sino que también esperaba cambiar el nombre del condado para alejar a los malos espíritus. Debido a que Guangchang es rica en cultivos de azufaifos "Zao" y está ubicada en un lugar soleado "Yang"(阳 sol), la llamó "Zaoyang".